# Bonfield (Ontario)
Pour les articles homonymes, voir Bonfield.
Bonfield est un canton du Nord-Est de l'Ontario, au Canada. Il est précisément situé aux abords de la rivière Mattawa dans  le district de Nipissing.
Le canton comprend les localités de Blanchard's Landing, Bonfield, Grand Desert et Rutherglen. La localité de Bonfield est reliée à la route 17 par la route 531, tandis que Rutherglen est traversée directement par la route 17. Quant aux autres communautés, elles sont accessibles via des routes locales à partir de la route 17.
Le canton est nommé en l'honneur de James Bonfield (1825-1900), député provincial de l'ancienne circonscription de South Renfrew à l'Assemblée législative de l'Ontario. La ville et le canton voisin ont fusionné le 1er janvier 1975. 

## Histoire
Bonfield a été colonisée pour la première fois en 1882 en tant que gare du chemin du fer Canadien Pacifique (CP).
Situé sur la rive nord du lac Nosbonsing, là où le chemin de fer traverse la rivière Kaibuskong, cet endroit est à l'origine nommé sous le nom de gare Callander. La communauté de Callander, sur la baie sud-est du lac Nipissing, avait été nommée ainsi en 1880, pour honorer le lieu de naissance en Écosse de Duncan McIntyre, alors président du Canada Central Railway (CCR). C'est à cet endroit que le CCR avait l'intention de se connecter à un terminus projeté du CP. En 1881, le CCR est fusionné avec le CP, lorsque McIntyre en est devenu le vice-président. Alors que la construction du chemin de fer approchait du lac Nipissing par l'est, elle se détourna de la baie sud-est du lac Nipissing, vers la baie nord au lieu. Il s'agit du point le plus proche entre le réseau du CP et le village de Callander, d'où le nom qui lui est donné.
Après que le Northern and Pacific Junction Railway ait établi une gare dans le village d'origine de Callander en 1886 et que celle-ci ait été reprise par la compagnie du Grand Tronc en 1888, il résulte beaucoup de confusion entre la gare à Callander et la gare Callander. L'arrêt du CP, la gare Callander, a été renommée gare Bonfield, en référence au nom du canton dans lequel elle est située.

## Localités

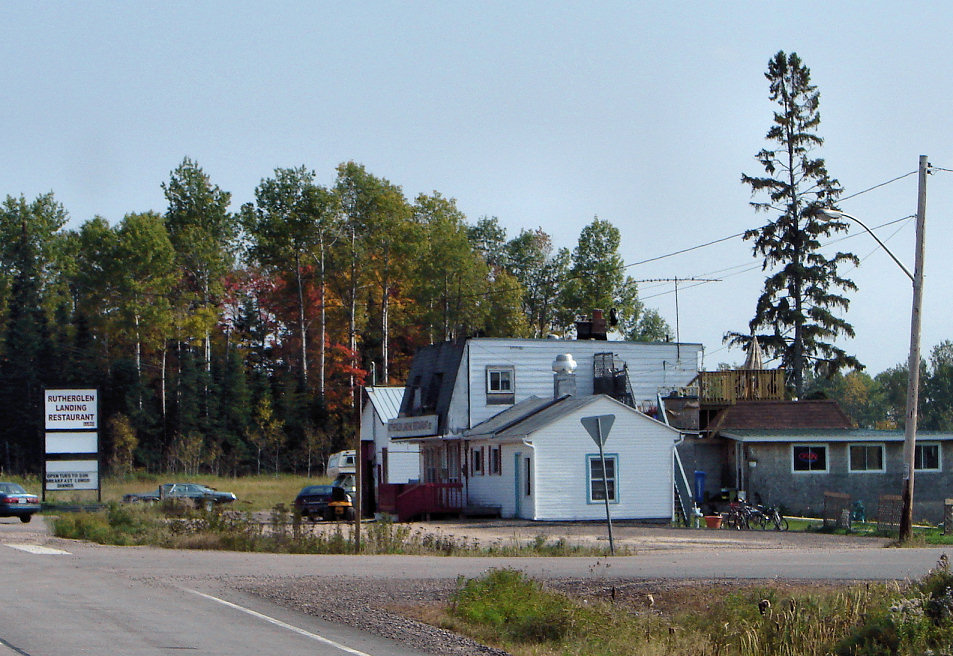
Restaurant en bordure de route à Rutherglen.

- Bonfield
- Rutherglen
- Blanchard's Landing
- Grand Desert